# Alpenklassieker
De Alpenklassieker (Frans: Classique des Alpes) was een wielerwedstrijd in Frankrijk. De wedstrijd werd voor het eerst in 1991 georganiseerd. De Alpenklassieker had begin juni plaats in de omgeving van Aix-les-Bains, ter voorbereiding op de Dauphiné Libéré en de Ronde van Frankrijk. Zoals de naam al doet vermoeden, was de wedstrijd een uitdaging voor de klimmers, met vaak meer dan vijf zware cols op het programma. Sinds 2005 wordt de wedstrijd niet meer verreden.

## Lijst van winnaars

### Meervoudige winnaars
| Overwinningen | Renner           | Land      | Jaren       |
| ------------- | ---------------- | --------- | ----------- |
| 2             | Laurent Jalabert | Frankrijk | 1996 + 1998 |

### Overwinningen per land
| Overwinningen | Land      |
| ------------- | --------- |
| 6             | Spanje    |
| 5             | Frankrijk |
| 2             | Colombia  |
| 1             | Nederland |

1991 · 1992 · 1993 · 1994 · 1995 · 1996 · 1997 · 1998 · 1999 · 2000 · 2001 · 2002 · 2003 · 2004